# Uwe Wandrey
Uwe Wandrey (Pseudonym: Peer Brax; * 10. Mai 1939 in Hamburg) ist ein deutscher Schriftsteller.

## Leben
Uwe Wandrey ist der Sohn eines Hafenarbeiters. Von 1955 bis 1958 absolvierte er eine Lehre als Schiffbauer; anschließend arbeitete er bis 1960 als Konstrukteur. Gleichzeitig besuchte er ein Abendgymnasium, an dem er 1960 sein Abitur machte. Von 1960 bis 1962 leistete er seinen Wehrdienst ab, den er als Leutnant der Reserve beendete. Danach studierte er an der Universität Hamburg Germanistik, Geschichte und Philosophie. 1971 promovierte er zum Doktor der
Philosophie. In den Sechzigerjahren engagierte sich Wandrey im
Rahmen der Gruppe „Hamburg Linksliterarisch“ und der
Außerparlamentarischen Opposition gegen die Notstandsgesetze und den Vietnamkrieg. Zwischen 1969 und 1971 trat er gelegentlich auch als politischer Liedermacher auf.
Nachdem er bereits 1966 mit dem „Quer-Verlag“ einen eigenen Kleinverlag gegründet hatte, war er ab 1971 für den Rowohlt-Verlag tätig: Von April 1972 bis 1981 gab er dort die Kinder-Taschenbuchreihe rororo rotfuchs heraus, von 1979 bis 1981 zusätzlich die Jugendreihe „rororo-Panther“. Von 1997 bis 1999
war er Mitarbeiter der Zeitschrift Mare. Seit 1988 schrieb er Radio-Features und Magazinbeiträge u. a. für den Deutschlandfunk, den WDR und den NDR. Außerdem veröffentlichte er Reportagen in Konkret, Zeitmagazin, Merian, Neue Zürcher Zeitung u. a. In seinen eigenen erzählerischen Werken hat er auch Themen aus der Arbeitswelt sowie seine Bundeswehrzeit behandelt.
Seit 2000 entwickelt er für den Kosmos Verlag Experimentierkästen zu den Themenfeldern Physik, Klimawandel und Erneuerbare Energien.
Uwe Wandrey, der Mitglied des
Verbandes Deutscher Schriftsteller ist, lebt heute zeitweise in Hamburg und vorwiegend auf der griechischen Kykladen-Insel Paros.

## Werke
- Reizreime, Hamburg 1966
- Kampfreime, Hamburg 1968
- Klein-Erna auf Linkskurs, Hamburg 1970
- Das Motiv des Krieges in der expressionistischen Lyrik, Hamburg 1972
- Versteckt und doch entdeckt!, Reinbek bei Hamburg 1972 (zusammen mit Wilhelm M. Busch)
- Lehrzeitgeschichten, München [u. a.] 1973
- Alles gelogen!, Reinbek bei Hamburg 1975
- Der Räuber Ratzeputz, Reinbek bei Hamburg 1977 (zusammen mit Hansjörg Langenfass)
- Auffällig ist immer die Stille, Königstein/Ts. 1979
- Der Zauberbäcker Balthasar, Hamburg 1981 (zusammen mit Jutta Bauer)
- Ein Gummibär hat's schwer, das weiß ja jeder, Hamburg 1989 (zusammen mit Barbara Gutjahr)
- Tagebuch eines Überläufers, Hamburg 1990
- Traumvogel flieg, Hamburg 1991 (zusammen mit Elisabeth Reuter)
- Gummibärs Glück, Hamburg 1992
- Liebesfluchten, Hamburg 1992
- Kraftwerk Sonne, Reinbek bei Hamburg 2003

## Herausgeberschaft
- Peter Ernst Eiffe: Eiffe for president, Frühling für Europa, Hamburg 1968
- Stille Nacht allerseits! Ein garstiges Allerlei, Reinbek bei Hamburg 1972
- Da kommt ein Mann mit großen Füßen, Reinbek bei Hamburg 1973 (zusammen mit Renate Boldt)
- Quatsch, Reinbek bei Hamburg 1974 (zusammen mit Renate Boldt)
- Mädchenbuch auch für Jungen, Reinbek bei Hamburg 1976
- Roswitha Fröhlich: Ich konnte einfach nichts sagen, Reinbek bei Hamburg 1979
- Kein schöner Land?, Reinbek bei Hamburg 1979
- Brigitte Rohkohl: Rock-Frauen, Reinbek bei Hamburg 1979
- Harald Tondern: Colombian Connection, Reinbek bei Hamburg 1979
- Der Traumschrank, Reinbek bei Hamburg 1980
- Heilig Abend zusammen!, Reinbek bei Hamburg 1982
- Zukunftsmusik, Reinbek bei Hamburg 1986
- Hundert Jahre Liebe, Reinbek bei Hamburg 1987 (zusammen mit Ute Eltner)
- Knapp vierzig, Reinbek bei Hamburg 1991
- Nie wieder neunundzwanzig, Reinbek bei Hamburg 1991
- Runde fünfzig, Reinbek bei Hamburg 1991

## Stille Nacht allerseits! Ein garstiges Allerlei
In Stille Nacht allerseits! Ein garstiges Allerlei veröffentlichte Uwe Wandrey Umdichtungen von Weihnachtsliedern, unter anderem von Dieter Süverkrüp.
Von ihm selber stammt eine Version von O du fröhliche.
Die eingängigen Melodien von Weihnachtsliedern mit ihrem emotionalen Wiedererkennungseffekt im christlich-kollektiven Bewusstsein werden vielfach auch bereits vor Weihnachten in Kaufhäusern und Einkaufszentren gespielt und versetzen die Besucher in Einkaufslaune. Dies ironisiert Uwe Wandrey in seiner Fassung von "O, du fröhliche":
O, du fröhliche, o, du selige,

Dollarbringende Weihnachtszeit...

Geld ward geboren

Welt ging verloren

Verloren, verloren die Christenheit.

O, du fröhliche, o, du selige

Dollarbringende Weihnachtszeit.

Geld ist erschienen,

Dass wir ihm dienen

Dienen, dienen der Marktfreiheit.

O, du fröhliche, o, du selige

Dollarbringende Weihnachtszeit.

Re- und Aktionäre

Jauchzen die Ehre

Jauchzen dir, jauchzen dir, Christenheit.